# 秒

圖中的閃爍約一秒一次

秒是國際單位制中時間的基本單位，符號是s。有時也會借用英文缩写標示為sec，惟sec於正式文書及學術上應避免使用（應直接使用s）。秒在英文裡的原始詞義是計算小時的六十分之一（分鐘）後，再計算六十分之一。在西元1000至1960年之間，秒的定義是平均太陽日的1/86,400（在一些天文及法律的定義中仍然適用）。在1960至1967年之間，定義為1960年地球自轉一周時間的1/86,400，現在則是用原子的特性來定義。秒也可以用機械鐘、電子鐘或原子鐘來計時。
國際單位制詞頭經常與秒結合以做更細微的劃分，例如ms（毫秒，千分之一秒）、µs（微秒，百萬分之一秒）和ns（奈秒，十億分之一秒）。雖然國際單位制詞頭也可以用於擴增時間，例如ks（千秒）、Ms（百萬秒）和Gs（十億秒），但實際上很少這樣子使用，大家都還是習慣用60進位的分、時和24進位的日做為秒的擴充。
秒不但是國際單位制中時間的基本單位，也是公分-克-秒制、米-公斤-秒制、米-公噸-秒制及英制單位下的時間基本單位。

## 世界公認的秒
在現行國際單位制下，在1967年召開的第13屆國際度量衡大會對秒的定義是：銫133原子基態的兩個超精細能階間躍遷對應輻射的9,192,631,770個週期的持續時間。這個定義提到的銫原子必須在絕對零度時是靜止的，而且在地面上的環境是零磁場。在這樣的情況下被定義的秒，與天文學上的曆書時所定義的秒是等效的。
秒的國際標準符號可以參考ISO 31-1。
2019年，国际时间频率咨询委员会重新讨论了“秒”的重新定义问题。
- 新定義：秒，符號為s，國際單位制時間單位。其定義是，將銫-133原子不受擾動的基態超精細能級躍遷頻率ΔνCs的值固定為9192631770赫茲，赫茲等於s−1。

秒和定義所用常數之關係如下：
1 s = 9192631770/ΔνCs

## 與其他時間單位的關係
1 國際秒相當於：
- 1/60 分
- 1/3,600 時
- 1/86,400 日 （國際天文聯合會的時間單位）
- 1/31,557,600 儒略年（國際天文聯合會的時間單位）

## 歷史的起源

### 在機械鐘錶之前
本來，時被分割為60分，分又被分割為60秒。在有些語系中，像是波蘭語（tercja）和阿拉伯語（ثالثة），秒也以60進位制被再細分，但在現代，都是以十進位法來細分小數點以下的時間。
六十進位制來自巴比倫，他們以六十這個因素做為計算數量的單位。但是巴比倫人並沒有將時分割為60分，而是古埃及將一日分為12時的白天和12時的夜晚，他們也這樣子來區分四季。古希臘天文學家，包括希巴谷和托勒密，定義太陽日的24分之一為時。
以六十進位細分時，使得秒是一太陽日的86,400分之一。古希臘的時間週期，像是平朔望月定義得非常精確，因為他們不是觀察單一的朔望月，而是以相距數百年的食來測量朔望月的平均長度（日數）。

### 利用機械鐘錶計時
最早可以顯示秒的時鐘出現在十六世紀的後半。最早用發條驅動，有秒針的鐘是一個沒有刻度，上面有奧菲斯的鐘，是Fremersdorf收藏的一部份，年代約在1560年至1570年之間:417–418。在1550至1575年之間，塔居丁·穆罕默德·伊本·马鲁夫作了一個鐘，每1/5分就有一個刻度。1579年時，Jost Bürgi為黑森-卡塞尔之威廉四世作了一個鐘，上面有秒的刻度:105。1581年時第谷·布拉赫在他的天文台中重新設計一個時鐘，可以顯示分及秒，但秒的計時不夠精確。1587年時第谷·布拉赫抱怨他的四個鐘差了正負四秒:104。
擺鐘的出現使得人們首次可以精確的計時到秒。馬蘭·梅森在1644年計算長度39.1英吋（(0.994 m）的單擺在標準重力下週期為2秒，單擺從最低點擺動，一秒後會回到原點，因此可以精準的計時到秒。
秒擺的擺長在1660年被倫敦皇家學會提出作為長度的單位，在地球表面，擺長約一米的單擺，一次擺動或是半週期（沒有反複的一次擺動）的時間大約是一秒。 。擺鐘的發明可以計算平時（相對於日晷所顯示的視時），使得秒成為可測量的時間單位。

### 現在的量測
「秒」這個時間單位的英文second在16世紀末出現在英文中，約比精確測量到秒的時間要晚一百年。用拉丁文寫作的人，包括罗吉尔·培根、第谷·布拉赫及約翰內斯·克卜勒等科學家仍使用拉丁文的secunda，意思和1200年時的意思相同。
1832年時高斯提議用秒作為厘米-克-秒制的時間單位。英國科學促進協會（BAAS）在1862年表示「所有科學界的人都同意用平均太陽日計算的秒為時間單位。」。BAAS在1874年正式的提出公分-克-秒制，不過在70年後被米-公噸-秒制取代。公分-克-秒制及米-公噸-秒制都以秒為時間單位，定義為平均太陽日的1/86,400。
在1956年，秒被以特定曆元下的地球公轉週期來定義，因為當時天文學家知道地球在自轉軸上的自轉不夠穩定，不足以作為時間的標準。紐康的太陽表以1900年的曆元描述太陽的運動，所依據的是1750年至1892年的觀測。在1956年，秒的定義如下：
自曆書時1900年1月0日12時起算的回歸年的31,556,925.9747分之一為一秒
在1960年，這個定義由第十一次的國際度量衡會議通過。雖然這個定義中的回歸年的長度不能進行實測，但可以經由線性關係的平回歸年的算式推導，因此，有一個具體的瞬時回歸年長度可以參考。因為秒是用於大半個20世紀太陽和月球的星曆表中的獨立時間變數（紐康的太陽表從1900年使用至1983年，布朗的月球表從1920年使用至1983年），因此這個秒被稱為曆書秒。
隨著原子鐘的發展，秒的定義決定改採用原子時做為新的定義基準，而不再採用地球公轉太陽定義的曆書秒。
經過多年的努力，英國國家物理實驗室的路易斯·埃森和美國海軍天文台的威廉·馬克維茲測量出銫原子的超精細躍遷週期和曆書秒的關係。使用過去普通的測量方法，接收來自無線電台、WWV的訊號，再使用一個原子鐘來測量時間，他們確定了月球相對於地球的軌道運動，也推斷出太陽表面可能有相對於地球的運動。結果，在1967年的第13屆國際度量衡會議上決定以原子時定義的秒作為時間的國際標準單位：
銫133原子基態的兩個超精細能階間躍遷對應輻射的9,192,631,770個週期的持續時間。
在70年代认识到引力時間膨脹會導致在不同高度的原子鐘有不同的秒，因此每個原子鐘都必須改正為在平均海平面的高度，以取得一致的秒（大地水平面的自轉約改變×10−10的秒長，在1977年開始修正並且在1980年已經制度化了。）。用相對論的術語來說，秒被定義成在轉動的大地水平面上原時。
在1977年，在BIPM的會議中又重新定義，加進了新的陳述：
銫原子在 0 K 下是靜止不動的。（This definition refers to a caesium atom at rest at a temperature of 0 K. ）
修正過的定義似乎暗示理想的原子鐘將只有靜止的一個銫原子發射出單一的頻率。在實務上，無論如何，這個定義意味着在那些原子鐘之內的運作和外推的數值，秒的高精密度應該如上所述的考量到周圍溫度的補償（黑體輻射）。

## 秒的各級單位
國際單位制的前置詞可以放在秒的前面，表示比秒要短的時間，但很少用此方式表示比一秒要長的時間（公制時間）。比一秒要長的時間一般會用非國際單位制的單位，如分鐘、小時、日、儒略年、世紀或千年等單位表示。
| 分数               | 分数 | 分数 |        | 倍数 | 倍数 | 倍数 |
| 值                 | 符号 | 名稱 | 值     | 符号 | 名稱 |      |
| 10−1 s             | ds   | 分秒 | 101 s  | das  | 十秒 |      |
| 10−2 s             | cs   | 厘秒 | 102 s  | hs   | 百秒 |      |
| 10−3 s             | ms   | 毫秒 | 103 s  | ks   | 千秒 |      |
| 10−6 s             | µs   | 微秒 | 106 s  | Ms   | 秒   |      |
| 10−9 s             | ns   | 秒   | 109 s  | Gs   | 吉秒 |      |
| 10−12 s            | ps   | 皮秒 | 1012 s | Ts   | 秒   |      |
| 10−15 s            | fs   | 飛秒 | 1015 s | Ps   | 拍秒 |      |
| 10−18 s            | as   | 阿秒 | 1018 s | Es   | 艾秒 |      |
| 10−21 s            | zs   | 秒   | 1021 s | Zs   | 秒   |      |
| 10−24 s            | ys   | 秒   | 1024 s | Ys   | 秒   |      |
| 10−27 s            | rs   | 柔秒 | 1027 s | Rs   | 秒   |      |
| 10−30 s            | qs   | 亏秒 | 1030 s | Qs   | 秒   |      |
| 常用單位以粗體表示 |      |      |        |      |      |      |

## 其他的定義方式
有時需要用其他和國際單位制不同的定義方法來定義秒。像國際天文聯合會定義世界時的UT0、UT1及UT2系統是以地球自轉為基準得到的時間尺度，就是這样的系統。McCarthy和Seidelmann沒有說明SI制的秒是世界上時間計算的法定標準，他們只說「在這些年來UTC或是成為許多國家法定時間的基礎，或是成為事實上的常用時間基準。」

## 汉字“秒”的古义
汉字秒，在古代指的是10-4，比如在《隋书·律历志》中，记载：宋末，南徐州从事史祖冲之，更开密法，以圆径一亿为一丈，圆周盈数三丈一尺四寸一分五厘九毫二秒七忽，朒数三丈一尺四寸一分五厘九毫二秒六忽，正数在盈朒二限之间。密率，圆径一百一十三，圆周三百五十五。约率，圆径七，周二十二。

## 外部連結
- Official BIPM definition of the second （页面存档备份，存于）
- Seconds and leap seconds by the USNO （页面存档备份，存于）
- The leap second: its history and possible future （页面存档备份，存于）
- National Physical Laboratory: Trapped ion optical frequency standards
- High-accuracy strontium ion optical clock; National Physical Laboratory (2005) （页面存档备份，存于）
- NIST: Definition of the second; notice the cesium atom must be in its ground state at 0 K （页面存档备份，存于）